# Albert Vives i Iglésias
Albert Vives i Iglésias (Lleida, 1926 - 1983) fou un artista català.
Inicià les seves primeres passes en el món de l'art pels volts dels anys cinquanta. Són moments de convivència i treball conjunt amb el pintor Ernest Ibàñez Neach, artista amb qui muntarà el 1953 un estudi al carrer Anselm Clavé, alhora que inícia els estudis de pintura a l'Escola del Cercle de Belles Arts de Lleida.
Durant aquests anys prodigarà la seva participació en certamens i concursos oficials, en lluita constant amb l'arrelat tradicionalisme pictòric lleidatà, tot començant un procés de depuració i síntesi de les formes que, immers en els camins de la modernitat, el durà a fundar l'any 1964 (juntament amb Ernest Ibàñez, Coma Estadella, Àngel Jové, Victor Pérez Pallarés i Jaume Minguell) el Grup Cogul, en un any en què el seu treball artístic fou distingit amb la Medalla Maria Vilaltella. En finalitzar aquesta experiència l'any 1965, Albert Vives reprèn progressivament els camins de la figuració immersa dins el conreu del paisatge, temàtica que ja no abandonarà fins al final dels seus dies.
Al Museu d'Art Jaume Morera de Lleida es conserven obres seves.